# Руссо, Самуэль
Самуэль Руссо (фр. Samuel Rousseau, 1763, Лондон —4 декабря 1820, там же) — английский печатник и востоковед.
Сэмюэл Руссо родился в 1763 году в Лондоне в семье печатника Филипа Руссо; их семья состояла в родстве с Жаном-Жаком Руссо, а сам Филип был сотрудником издателя Джона Николса. Сэмюэл прошёл профессиональную подготовку у Николса (за это время собственными силами изучив латынь, греческий, сирийский, иврит, персидский и арабский языки) и после окончания учёбы открыл собственную типографию, на определённом этапе носившую название Arabic and Persian Press.
Дела Сэмюэла Руссо как издателя шли неудачно, и в конечном итоге ему пришлось закрыть своё дело. В годы, предшествовавшие закрытию, он преподавал персидский язык и издал несколько книг собственного авторства (часть из них в сотрудничестве с востоковедом Джоном Ричардсоном), посвящённых восточным языкам и литературе. Среди этих книг «Цветы персидской литературы, включая избранные произведения из наиболее знаменитых авторов» (1801), «Словарь магометанского права» (1802), «Персидско-английский словарь» (1802, переиздан в 1903), «Ричардсоновский сборник персидской поэзии, или Оды Хафиза» (1804) и «Книга знаний, или Грамматика персидского языка» (1805). В течение короткого времени Руссо также был директором благотворительной церковно-приходской школы в лондонском районе Блэкфрайерс.
После закрытия собственной типографии Руссо редактировал и готовил к изданию книги в других типографиях. Во втором десятилетии XIX века вышли (в основном анонимно) подготовленные им справочники по пунктуации и ораторскому искусству, пользовавшиеся спросом у читателей. На шестом десятке лет жизни его разбил паралич, так что он не мог ни писать, ни даже самостоятельно есть и скончался через три года, в декабре 1820 года в возрасте 57 лет. Его содержание в последние годы жизни, так же как и его похороны, оплачивал Королевский литературный фонд.